# فرانسیسکو تنا
فرانسیسکو تنا (انگلیسی: Francisco Tena؛ زادهٔ ۲۸ ژوئن ۱۹۹۳) بازیکن فوتبال اهل اسپانیا است.
از باشگاه‌هایی که در آن بازی کرده‌است می‌توان به باشگاه فوتبال سویا اشاره کرد.